# دينار أغلبي

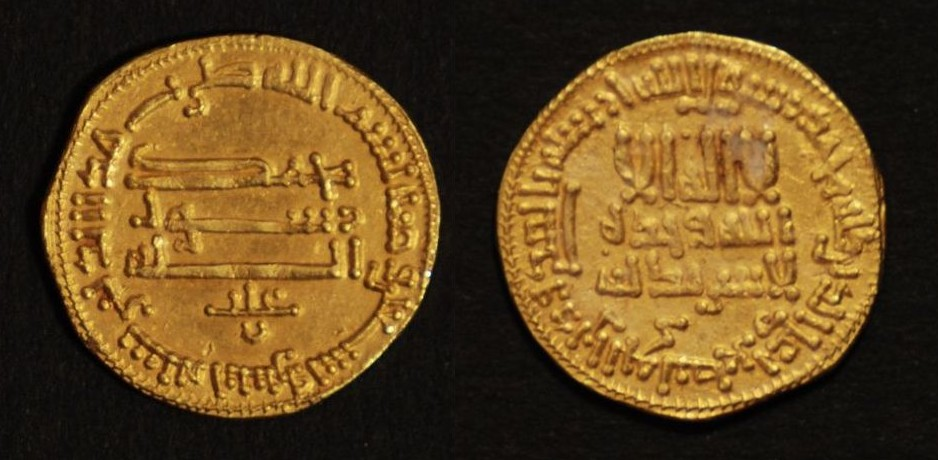
دينار أغلبي ضرب عام 192 هـ \ 808 م في عهد أول الأمراء الأغالبة إبراهيم بن الأغلب. محفوظ في متحف فنون الحضارة العربية الإسلامية برقادة بتونس (لاحظ كلمة غلب أسفل عبارة محمد رسول الله في ظهر الدينار)

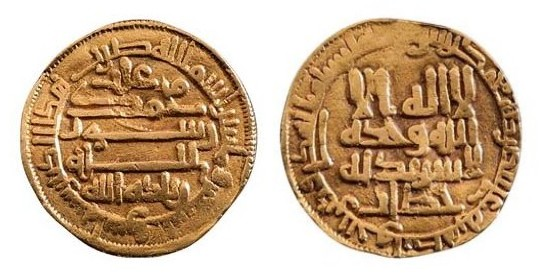
دينار أغلبي ضرب عام 292 هـ \ 905 م في عهد آخر الأمراء الأغالبة زيادة الله الثالث (لاحظ كلمة غلب أعلى عبارة محمد رسول الله وكلمة زيادة الله أسفلها في ظهر الدينار، وكلمة خطاب (اسم صاحب السكة في ذلك الزمن) تحت عبارة لا إله إلا الله وحده لا شريك له في وجه الدينار)

الدينار الأَغْلَبِي دينار ذهبي ضربه الأغالبة ليُستعمل في مناطق نفوذهم بإفريقية (تونس، شرق الجزائر، غرب ليبيا) وجنوب إيطاليا بين عامي 800 و909 م، وبصقلية بين عامي 827 و909 م، ومالطة بين عامي 870 و1048 م. تمتاز النقود الأغلبية بوجود كلمة غلب في الجزء المركزي لظهر النقد، إذ كانت شعار الأسرة الحاكمة، التي تعبر بذلك عن استقلاليتها عن الخليفة العباسي. كانت كلمة غلب في البداية في أسفل الجزء المركزي لظهر النقد (أسفل عبارة محمد رسول الله)، ثم صارت أعلى هذه العبارة، مع دمج اسم الأمير الأغلبي أسفل هذه العبارة، وفي بعض الحالات اسم خادمه المكلف بالسك (صاحب السكة) في الجزء المركزي لوجه النقد تحت عبارة لا إله إلا الله وحده لا شريك له. رغم اختلافها عن النقود العباسية من حيث الوزن والمقاييس، فالنقود الأغلبية تقترب منها من حيث شكل الخط الكوفي. تحتوي الدنانير الأغلبية على العبارات التالية:
- الوجه:
- في الحافة: «محمد رسول الله أرسله بالهدى ودين الحق ليظهره على الدين كله» (وهو اقتباس من القرآن: سورة التوبة، الآية 33).
- في الوسط: «لا إله إلا الله وحده لاشريك له»، وأحيانا ذكر اسم صاحب السكة أسفل عبارة «لا إله إلا الله وحده لاشريك له».
- الظهر:
- في الحافة: «بسم الله ضرب هذا الدينار سنة...» (مع ذكر السنة).
- في الوسط: «محمد رسول الله»، و«غلب» (في البداية كانت أسفل عبارة «محمد رسول الله»، ثم صارت تكتب أعلاها مع ذكر اسم الأمير الأغلبي أسفلها).

## الدينار الأغلبيبصقليةوجنوبإيطاليا

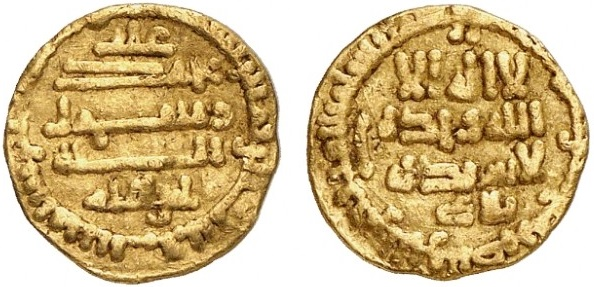
ربع دينار أغلبي ضرب عام 266 هـ \ 879 م بصقلية في عهد الأمير الأغلبي إبراهيم الثاني. (لاحظ كلمة بلاغ (اسم صاحب السكة في ذلك الزمن) أسفل عبارة لا إله إلا الله وحده لا شريك له في وجه ربع الدينار، وكلمة إبراهيم (وهو أبو إسحاق إبراهيم بن أحمد) أسفل عبارة محمد رسول الله في ظهر ربع الدينار)

انتشرت النقود الأغلبية في صقلية منذ فتح الأغالبة لها عام 827 م، كما تؤكد ذلك بعض النماذج التي عثر عليها في الحفريات والمحتفظ بها في متحف كالتاجيروني بصقلية بإيطاليا. أحدث الأغالبة عام 264 هـ \ 878 م نقدًا جديدًا بصقلية (لم يكن معروفًا في باقي الأراضي الإسلامية)، وهو ربع الدينار، إذ نقلوا شكله من شكل نقد ثلث الصرد البيزنطي (بالإنجليزية: tremissis)‏ الذي كان يُضرب في سيراقوسة، مع تكبيره لجعله في حجم الدينار. كان ربع الدينار هو العملة الرئيسية المتداولة في صقلية وجنوب إيطاليا، على الأقل للمشتريات الكبيرة وفي التجارة الإقليمية والدولية (بالحوض الغربي للبحر الأبيض المتوسط مع بيزنطة وإيطاليا)، كما استمرّ الفاطميون بضربه في صقلية بعد طردهم للأغالبة من إفريقية وصقلية.